# As Cruel as School Children
As Cruel as School Children é o terceiro álbum de estúdio à ser gravado de Gym Class Heroes, pela gravadora Fueled by Ramen. O álbum foi gravado em 25 de julho de 2006. A segunda versão do álbum foi lançada em 4 de novembro do mesmo ano, com conteúdos adicionais no single "Cupid's Chokehold". As canções são instrumentalizadas com uma significante presença do som de violão em acústica, mixagens eletrõnicas, funk e soul music. Desde a data, o álbum chegou a vender 471,890 cópias.
| Críticas profissionais                                                      | Críticas profissionais |
| Avaliações da crítica                                                       | Avaliações da crítica  |
| Fonte                                                                       | Avaliação              |
| --------------------------------------------------------------------------- | ---------------------- |
| AbsolutePunk.net                                                            | (79%)                  |
| allmusic                                                                    | [ 3 ]                  |
| Entertainment.ie                                                            | [ 4 ]                  |
| RebelPunk                                                                   | [ 5 ]                  |
| Esta tabela precisa de ser acompanhada por texto em prosa. Consulte o guia. |                        |

## Faixas
Todas as faixas por Gym Class Heroes.
1. "The Queen and I" — 3:15
2. "Shoot Down the Stars" — 3:38
3. "New Friend Request" — 4:14
4. "Clothes Off!!" — 3:55
5. "Sloppy Love Jingle, Pt.1" — 1:52
6. "Viva la White Girl" — 3:53
7. "7 Weeks" — 3:51
8. "It's OK, but Just This Once!" — 3:10
9. "Sloppy Love Jingle, Pt. 2" — 1:01
10. "Biters Block" — 3:48
11. "Boys in Bands Interlude" — 0:59
12. "Scandalous Scholastics" — 4:17
13. "On My Own Time (Write On!)" — 4:42
14. "Cupid's Chokehold" — 3:58
15. "Sloppy Love Jingle, Pt. 3" — 2:15

Disco Limited Edition Bonus
1. "Clothes Off!!" (stress remix) — 4:32
2. "Viva La White Girl" — 4:46
3. "Machine and I" (versão remixada de "The Queen and I") — 4:22
4. "New Friend Request" (remixagem de Papoose) — 4:15

## Formação
As canções são interpretadas com Travis McCoy como vocalista, Disashi Lumumba-Kasongo como guitarrista, Matt McGinley como baterista, e Eric Roberts como baixista.

## Nas paradas de sucesso
| Parada                            | Posição |
| --------------------------------- | ------- |
| Top de 200 singles da Billboard   | 35°     |
| Top de álbuns de rap da Billboard | 8°      |
| Paradas de álbuns na Austrália    | 40°     |
| Paradas de álbuns na Alemanha     | 68°     |
| Paradas de álbuns na França       | 191°    |
| Parada de álbuns do Reino Unido   | 19°     |